# 蔡秉久
蔡秉久（1918年—2006年1月16日），男，江苏泗阳人，中华人民共和国政治人物，曾任安徽省人大常委会副主任，九三学社中央委员会委员，第五、六、七届全国政协委员。